# Xã Fisher, Quận Fremont, Iowa
Xã Fisher (tiếng Anh: Fisher Township) là một xã thuộc quận Fremont, tiểu bang Iowa, Hoa Kỳ. Năm 2010, dân số của xã này là 698 người.